# دیمیتری آندروسوف
دیمیتری آندروسوف (انگلیسی: Dimitrij Andrusov؛ ۷ نوامبر ۱۸۹۷ – ۱ آوریل ۱۹۷۶) زمین‌شناس اسلواک اهل امپراتوری روسیه بود.